# Župnija Spodnja Sveta Kungota
Župnija Spodnja Sveta Kungota je rimskokatoliška teritorialna župnija dekanije Jarenina mariborskega naddekanata, ki je del nadškofije Maribor.

## Sakralni objekti
- župnijska cerkev je cerkev sv. Kunigunde.